# Антоніо де Белліс
Антоніо де Белліс (англ. Antonio de Bellis; бл. 1616, Неаполь — 1656, Неаполь) — італійський художник доби бароко. Представник неаполітанської школи, караваджист.

## Життєпис

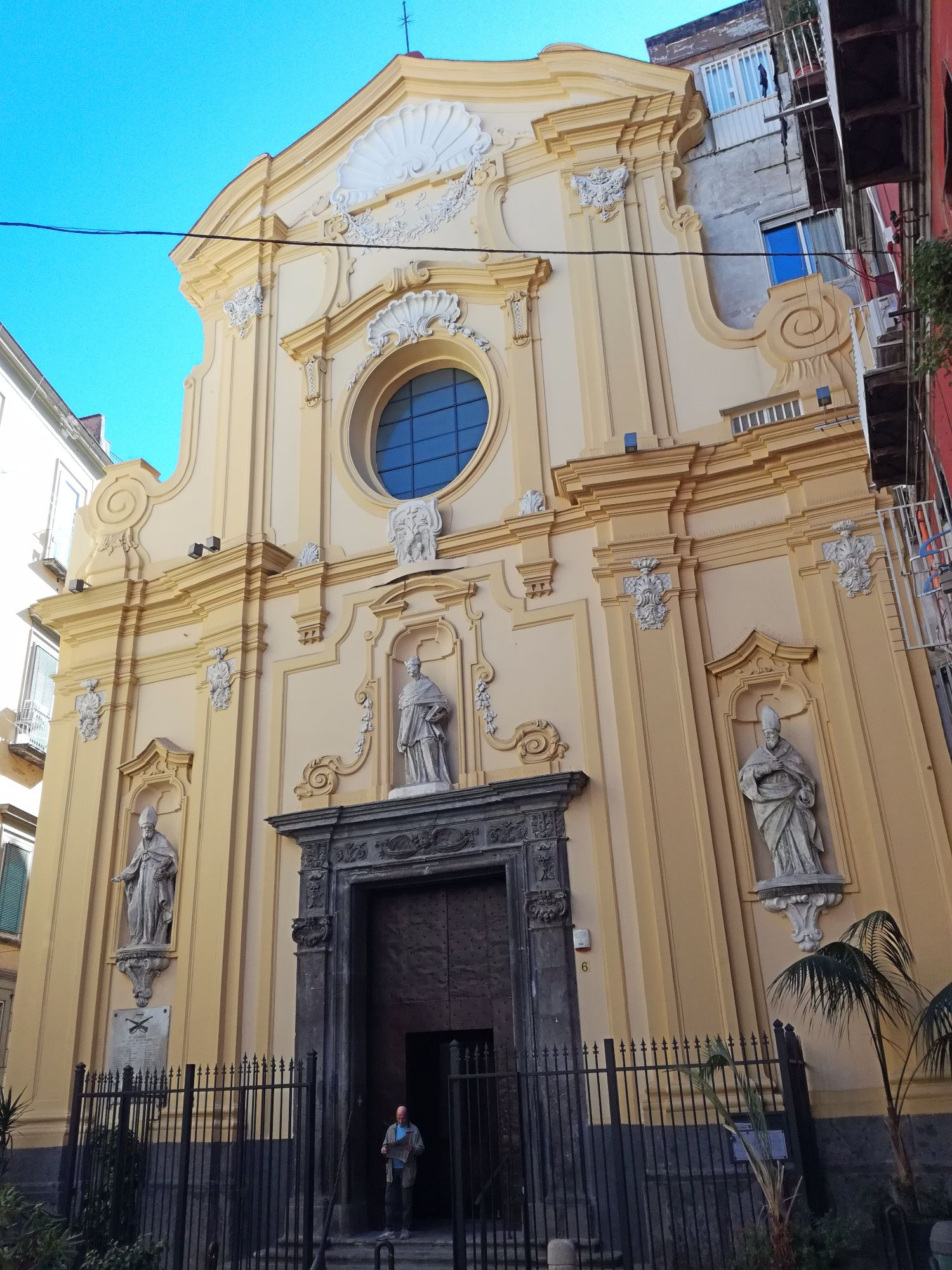
Церква Сан-Карло алле Мортеле.

Багато сторінок з життя художника залишились невідомими. Антоніо де Белліс працював в Неаполі в другій третині XVII століття. Поряд з Хосе де Рібера, Массімо Станціоне, Бернардо Кавалліно вважається майстром, що працював в стилістиці караваджизму.
Творча манера митця коливала між вимогами римського академізму XVII століття та реалістичними настановами демократичної гілки італійського бароко, уособленими у творах Караваджо. Серед найбільш значущих творів художника — цикл картин зі сценами життя Святого Карло Борромео, що зберігається в церкві Сан-Карло алле Мортеле в місті Неаполь. Мав значні впливи художньої манери Бернардо Кавалліно, але був менш самостійний, ніж Хосе де Рібера чи Массімо Станціоне.

## Вибрані твори

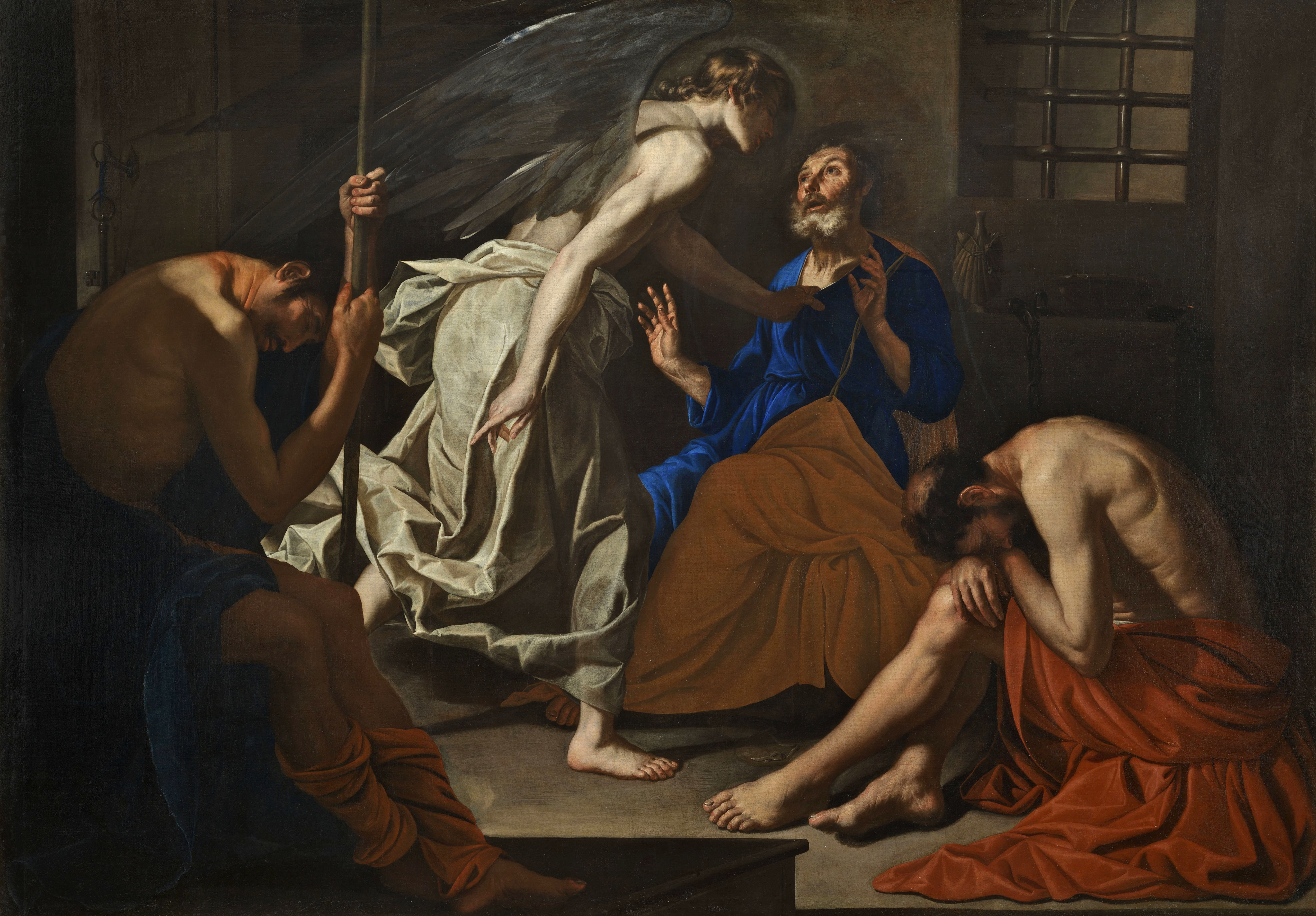
«Вивільнення з в'язниці апостола Петра», Галерея Вітфілд, Лондон

- «Вивільнення з в'язниці апостола Петра», Галерея Вітфілд, Лондон
- «Святий Себастьян», Музей красних мистецтв, Орлеан
- «Відпочинок Святої Родини на шляху до Єгипту», приватна збірка
- «Відпочинок на шляху до Єгипту», Галерея Вітфілд, Лондон
- «Свята Ірина рятує Святого Себастьяна»
- «Дочка фараона находить немовля Мойсея», Національна галерея, Лондон
- Цикл «Сцени з життя Карло Борромео», Неаполь

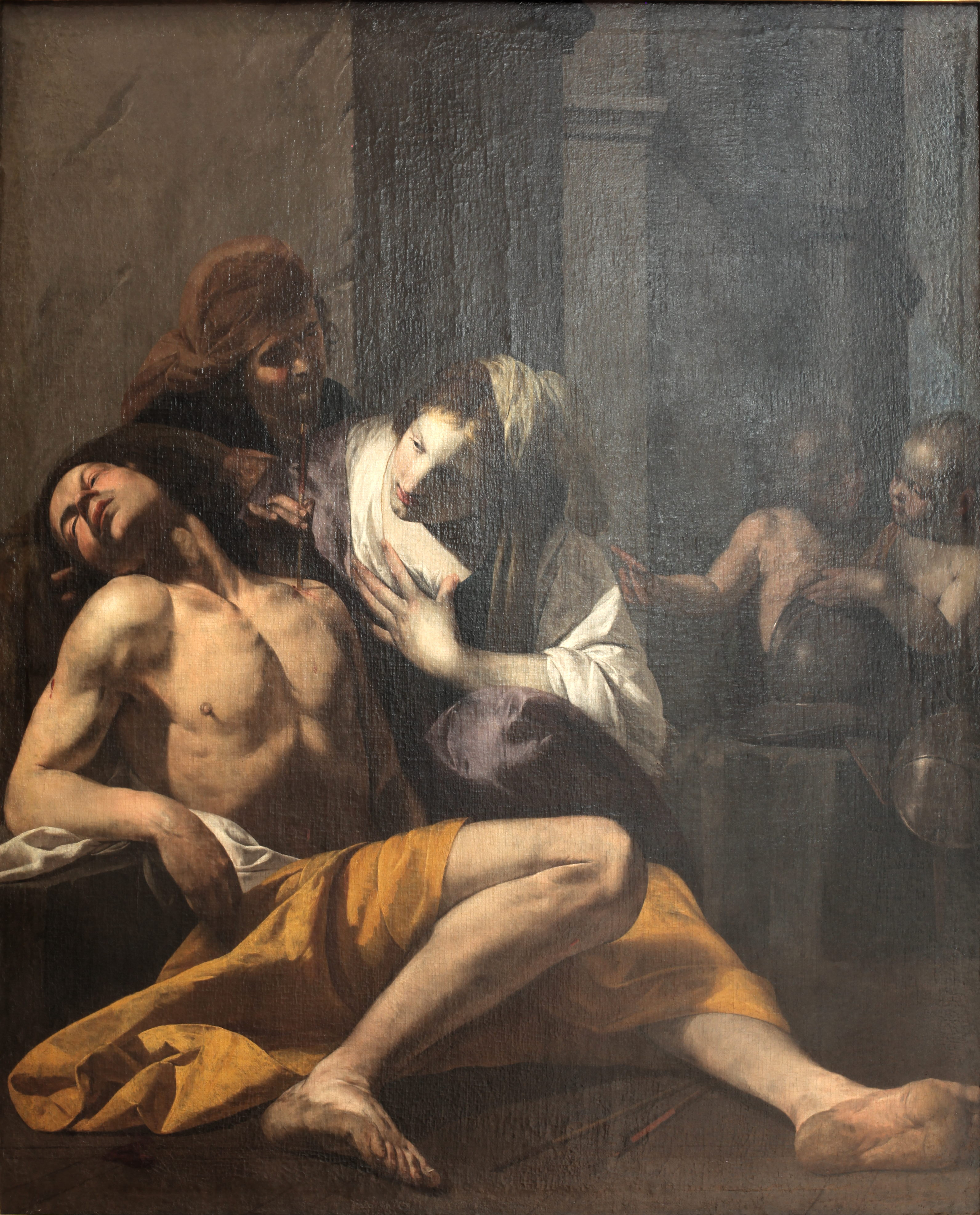
«Свята Ірина рятує Святого Себастьяна»
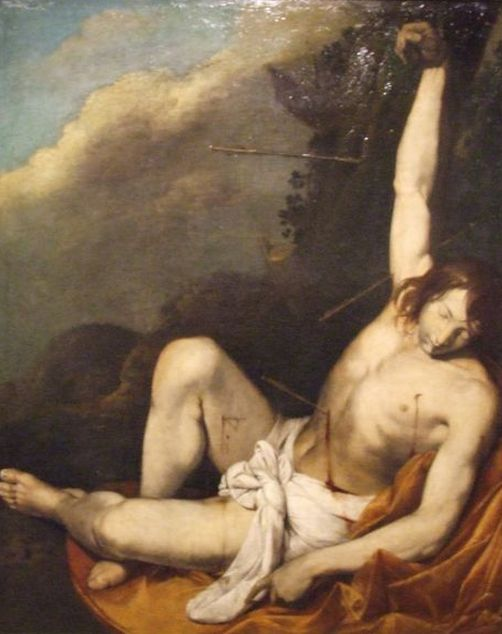
Святий Себастьян»